# Rindera holochiton
Rindera holochiton är en strävbladig växtart som beskrevs av Mikhail Grigoríevič Popov. Rindera holochiton ingår i släktet Rindera och familjen strävbladiga växter. Inga underarter finns listade i Catalogue of Life.